# 동편제
동편제(東便制)는 조선 영조 때의 명창 송흥록·권삼득 등의 법제를 이어받은 판소리 유파 가운데 하나이다.
운봉·구례·순창·흥덕(興德) 등지에서 이어져 왔다. 그러나 이러한 지리적 구분은 후일에 와서 동·서 양쪽 자객들이 서로 이동하게 됨으로써 큰 의의는 찾아 볼 수 없게 되었다. 우리가 일상 대화에 있어서 호령을 한다거나 호걸스럽게 의사를 표시할 때는 어세(語勢)가 강렬해지고 활발해지는데 판소리에서 이와 같은 흐름으로 노래한 유파가 동편제이다. 동편제는 소리가 웅장하고 가맥(歌脈)마다 힘이 들어 있다. 또한 발성의 시작이 신중하며, 구절의 끝마침이 쇠망치로 끊듯이 명확하고 상쾌하여, 소리는 자주 붙이지 않고 쭈욱 펴며, 계면조(界面調) 가락을 많이 장식하지 않는다. 판소리 다섯 마당(<춘향가> <심청가> <흥부가> <수궁가> <적벽가>) 가운데서 동편제의 창법과 가장 잘 조화되는 것은 <적벽가>이다. 동편제의 근대 명창으로는 권삼득·송흥록·박기홍·김세종·송만갑을 꼽을 수 있는데, 송만갑은 뒷날 서편제와 가까운 새로운 창법을 개척하여 족보에서 할명(割名)당했다. 이는 판소리 법통에서 유파를 가장 중요한 것으로 여기기 때문이다.